# Euryparyphes cinerascens
Euryparyphes cinerascens är en insektsart som beskrevs av Scott LaGreca 1993. Euryparyphes cinerascens ingår i släktet Euryparyphes och familjen Pamphagidae. Inga underarter finns listade i Catalogue of Life.